# Congaree
La rivière Congaree (anglais : Congaree River) est une rivière des États-Unis longue de 78 kilomètres qui se jette dans le fleuve Santee. Le nom de cette rivière provient de la tribu amérindienne Congaree.
La rivière est navigable sur toute sa longueur. Une partie des rives de la rivière est protégée et de nombreuses activités touristiques se sont développées (vélo, observation ornithologique, randonnée botanique...)

## Parcours
La rivière débute au centre de l'État de Caroline du Sud à Columbia au confluent entre les rivières Saluda et Broad. La rivière sert de frontière entre les comtés de Richland, Calhoun et Lexington. Trois villes se situent sur les rives de la rivière : Columbia, Cayce et West Columbia.

## Principaux affluents
- Saluda
- Broad

## Usage
Le Congaree River Blue Trail est un sentier aquatique classé National Recreation Trail sur la rivière.